# Akbou
Akbou (arabisch اقبو, kabylisch ⴰⵇⴱⵓ) ist eine Stadt mit ca. 38.000 Einwohnern und Hauptort einer Gemeinde in der Kabylei mit insgesamt über 60.000 Einwohnern in der Provinz Bejaia im Norden Algeriens.

## Lage und Klima
Bejaia liegt in der Kleinen Kabylei etwa 70 Kilometer (Fahrtstrecke) südwestlich der Provinzhauptstadt Bejaia im Tal des Oued Soummam, der nur ca. 3 km südlich des Ortes durch den Zusammenfluss zweier Quellflüsse entsteht. Akbou liegt in einer Höhe von ca. 260 bis 300 m. Das Klima ist gemäßigt bis warm; der für algerische Verhältnisse reichliche Regen (ca. 660 mm/Jahr) fällt hauptsächlich im Winterhalbjahr.

## Bevölkerung
| Jahr      | 1977       | 1987       | 1998   | 2008   |
| Einwohner | ca. 15.000 | ca. 25.000 | 32.791 | 38.291 |

Seit den 1960er Jahren erlebt Akbou eine starke Zuwanderung von Berberfamilien aus den ländlichen Regionen Algeriens. Man spricht kabylisch, arabisch und französisch.

## Wirtschaft
Die Umgebung von Abou ist in hohem Maße landwirtschaftlich geprägt. In der Stadt selbst haben sich Händler, Handwerker und Dienstleister aller Art niedergelassen. In den letzten Jahrzehnten des 20. Jahrhunderts ist eine bedeutende petrochemische Industrie entstanden.

## Geschichte

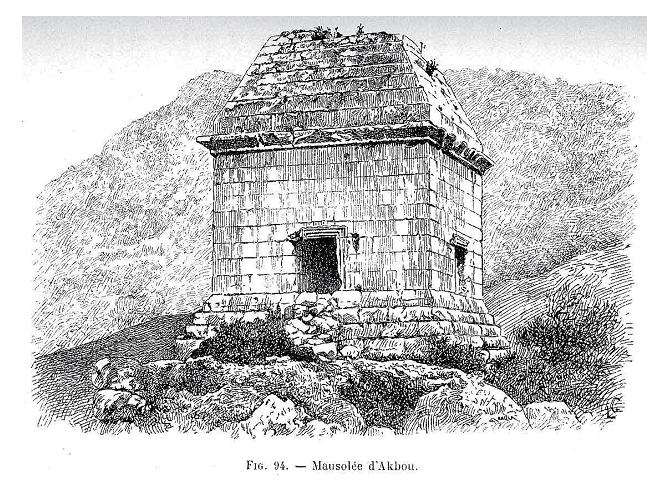
Mausoleum bei Akbou

Das Tal des Oued Soummam wurde schon in prähistorischer Zeit von Jägern und Sammlern durchstreift; später kamen Nomaden und danach entstanden erste Siedlungen. Wahrscheinlich in spätrömischer Zeit entstand ein Mausoleum (qoubba) für einen romanisierten Numider mit Namen Firmus. Die Arabische Eroberung des Maghreb und die frühen – von Marokko aus eindringenden – Berberdynastien Nordafrikas (Almoraviden, Almohaden und Meriniden) hinterließen keine Spuren. Das Tal des Soummam wurde von den Hammadiden und von Constantine aus beherrscht; um das Jahr 1510 entstand hier das bis 1872 existente Königreich oder Sultanat von Beni Abbes, das nach kriegerischen Auseinandersetzungen mit der Französischen Kolonialmacht unterging.

## Sehenswürdigkeiten
- Das in Grund- und Aufriss einem Kubus ähnelnde Mausoleum erhebt sich auf einem Bergrücken. Genaue Entstehungsdaten und selbst der Zweck des Bauwerks sind unbekannt und Gegenstand zahlreicher Spekulationen.
- Im Ort selbst steht ein Grabbau für einen türkischen Beamten.

## Söhne und Töchter der Stadt
- Abdelouaheb Ferguène (* 1958), Geher
- Ziri Hammar (* 1992), Fußballspieler